# Facoltà di Lettere e Filosofia (Firenze)

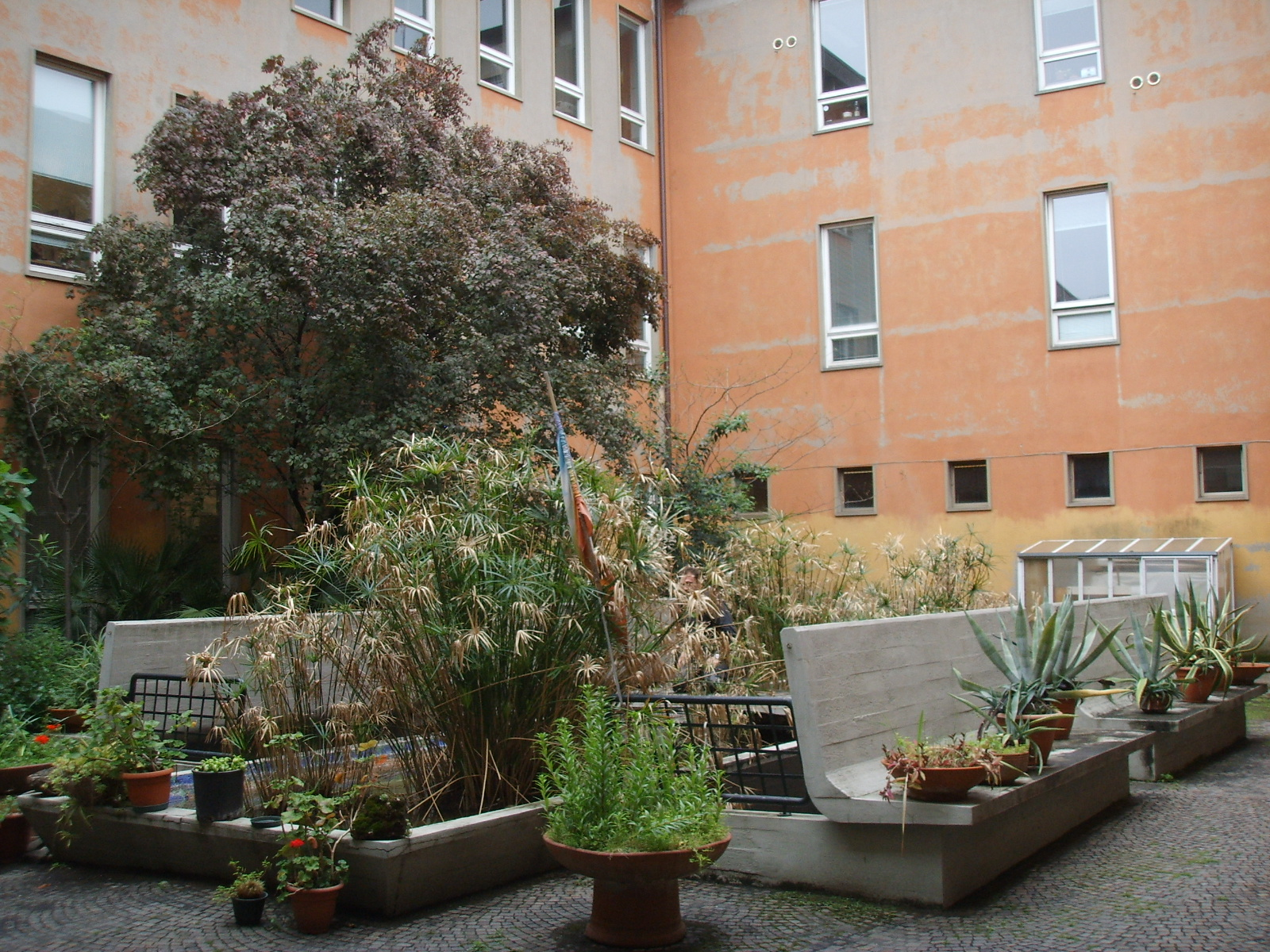
Un cortile

Il complesso della Facoltà di Lettere e Filosofia dell'Università di Firenze si trova in via Alfani a Firenze. Il complesso moderno, costruito dal 1959 al 1964, si fonde in un tutt'uno con l'insieme dell'ex-monastero di Santa Maria degli Angeli, con la Casa del Mutilato e con la rotonda del Brunelleschi.

## Storia
Inserito nel piano generale della nuova città universitaria che prevedeva la nascita di un vasto polo umanistico nell'area compresa tra il Duomo e i viali, il progetto per la sede delle facoltà di Lettere e Magistero iniziò a definirsi nel marzo del 1957. L'area prescelta, in origine proprietà dell'ospedale di Santa Maria Nuova nonché sede dei locali di anatomia patologica e delle cappelle mortuarie, fu acquistata dal Consorzio per l'assetto edilizio dell'Università degli studi di Firenze nel 1956. Nel gennaio del 1958 venne presentato un primo progetto, approvato dalla Soprintendenza ma respinto in sede di commissione edilizia a causa dell'eccessiva altezza del muro cieco su via degli Alfani; presentato poche settimane dopo con l'altezza del muro ridotta della metà, il progetto di Raffaello Fagnoni fu approvato il 2 febbraio 1959.

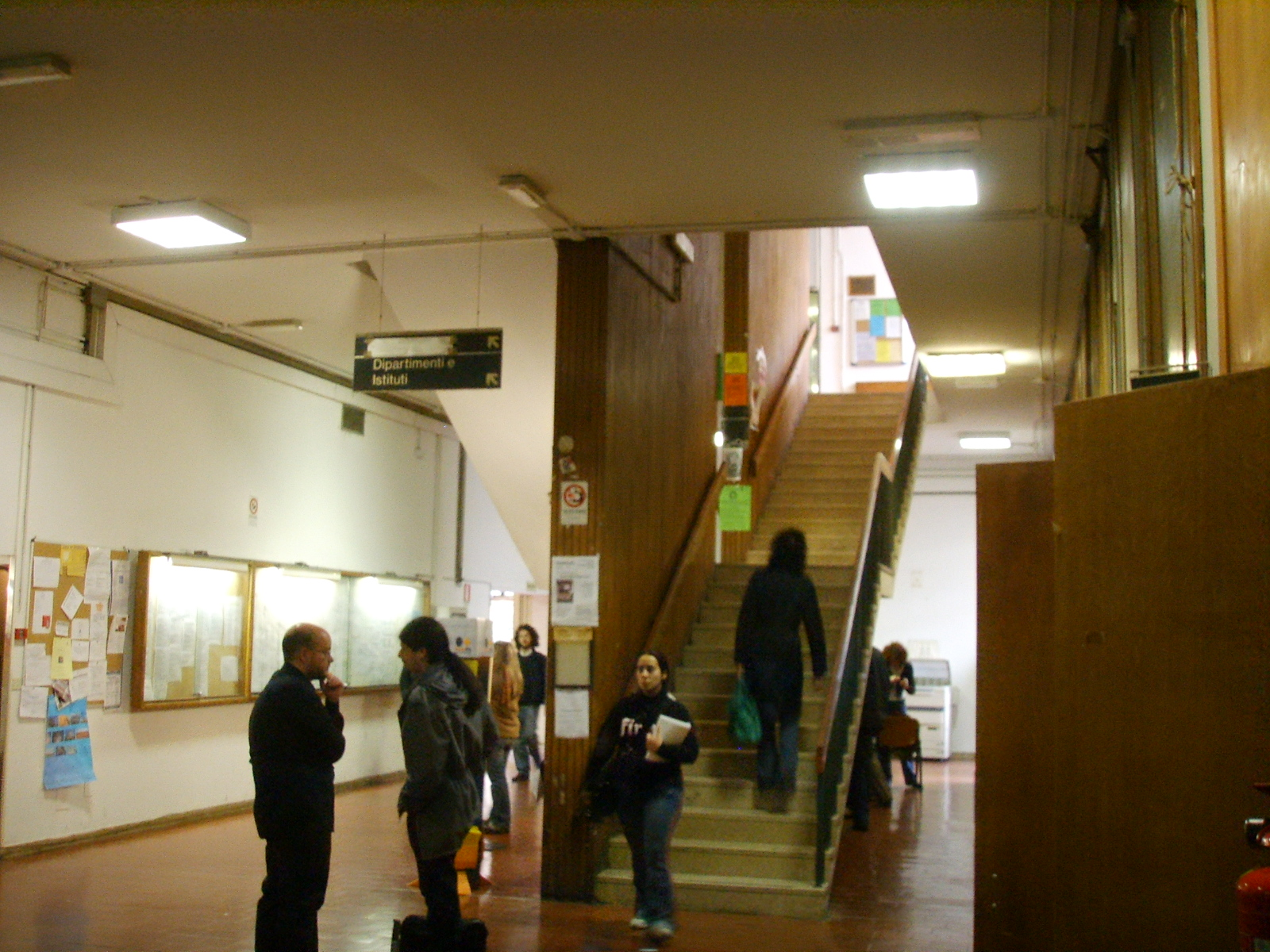
Interno

Pochi giorni dopo iniziarono i lavori di demolizione, che vennero però interrotti nel luglio dello stesso anno a seguito della scoperta di una loggetta seicentesca sul fronte est del chiostro dei Morti: tale rinvenimento comportò la revisione del progetto e l'arretramento del corpo della torre libraria, in origine allineato con il muro cieco e con il fronte del fabbricato adiacente, in modo da permettere la veduta d'angolo della restaurata loggia (variante del 28 luglio 1959). La posa della prima pietra ebbe luogo il 15 dicembre del 1959 e la consegna dei lavori il 4 febbraio dell'anno successivo. Altre due varianti di progetto si resero necessarie nell'ottobre del 1959 per il rinvenimento di cinque colonne tuscaniche durante le demolizioni e nell'aprile del 1961 per la creazione di un attico sopra la torre libraria. I lavori vennero di nuovo interrotti nel novembre del 1961 a seguito della constatata insufficienza dell'edificio ad ospitare le due facoltà di Lettere e Magistero. Nel febbraio 1962 il complesso divenne finalmente sede della sola facoltà di Lettere e Filosofia e i lavori poterono riprendere; terminato nell'agosto del 1964, fu ufficialmente inaugurato il 30 ottobre dello stesso anno.

## Descrizione
Situato in un lotto di esigue dimensioni e affacciato su sedi viarie di limitata sezione, l'edificio è inserito in un tessuto compatto nel quale emergono i due vuoti dei chiostri dell'Alberone e dei Morti. Dal confronto con il tema del chiostro, e con l'articolazione e la fruizione di spazi che esso comporta, deriva l'evidente introversione dell'edificio nei confronti del circostante: fronte principale divenne dunque non quello definitosi a seguito della giustapposizione del preesistente portico bensì quello sul cortile centrale la cui rappresentatività è sottolineata dalla presenza degli unici motivi plastici e decorativi rintracciabili in tutto l'edificio: la vasca-fontana centrale in mosaico e le cinque colonne tuscaniche in pietra serena. Il muro a recinzione del giardino e del piccolo cortile costituisce invece, con le tre finestre con inferriata e la panca di via, motivo di continuità con il fronte stradale e riproposizione di alcuni dei temi tipici dei palazzi e complessi conventuali limitrofi. Segno di continuità con la pietra forte della loggia del Nigetti è inoltre il rivestimento del corpo degli uffici, adiacente al chiostro.

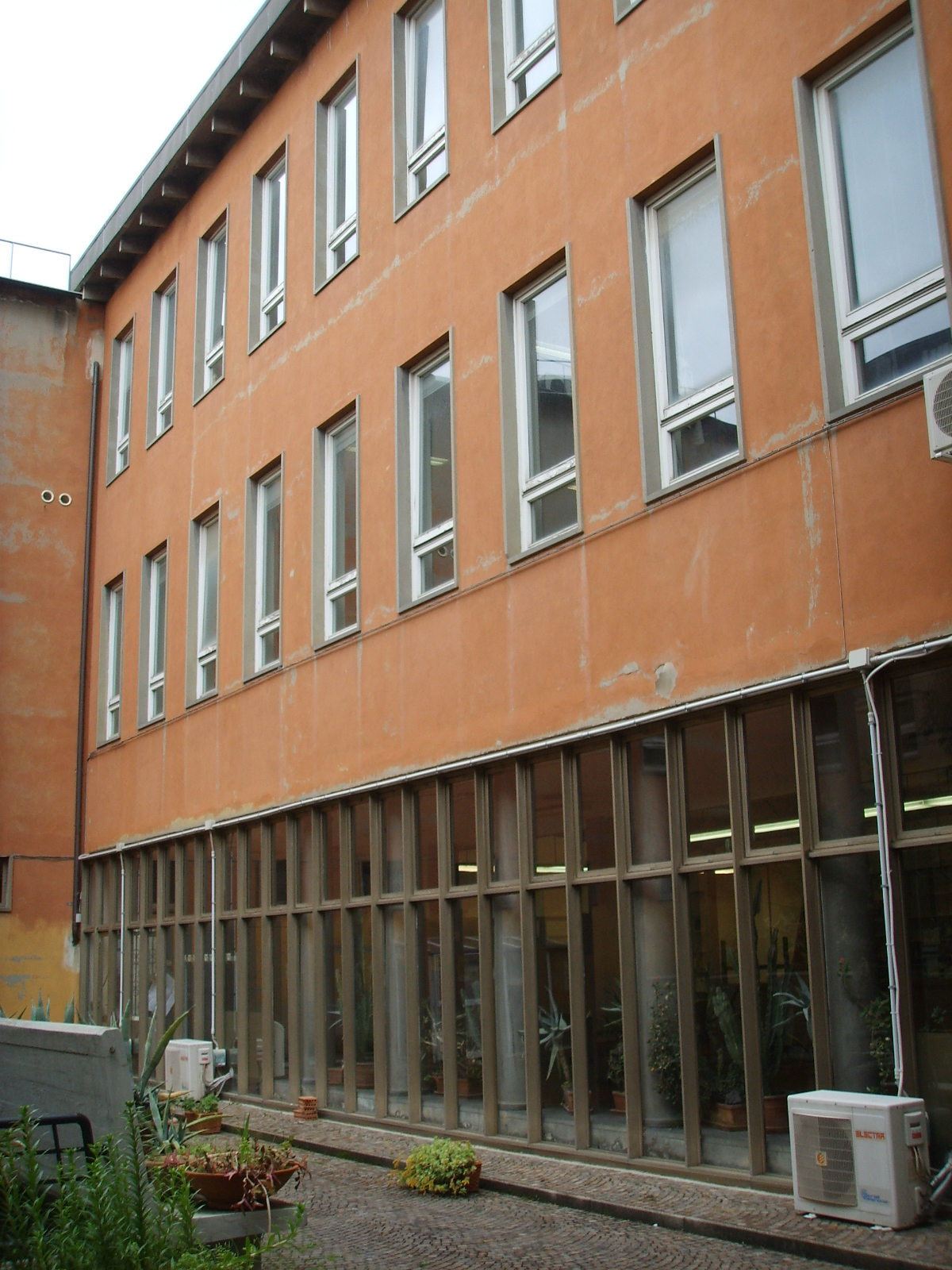
Prospetto interno del cortile

Il complesso si distingue per l'estrema razionalità delle soluzioni formali e funzionali e per la pressoché totale mancanza di motivi decorativi. Esso è caratterizzato da una serie di corpi di fabbrica a pianta rettangolare, diversi per volumetria e soluzione di facciata, sviluppati su tre piani fuori terra (ad eccezione della torre libraria) e organizzati attorno al tema centrale del cortile e ai due assi longitudinali degli ampi corridoi ad esso tangenti. L'articolazione dei fronti e la distribuzione degli spazi interni sono compatibili con le diverse caratteristiche degli affacci: sul fronte nord, addossato al preesistente portico del chiostro dell'Alberone e di conseguenza cieco (unica eccezione i due portali di accesso), si attestano il volume della torre libraria, con finestre al piano attico, e dei servizi, illuminati da una chiostrina. Il fronte sud, prospiciente una via interna di limitate dimensioni, è caratterizzato dal prevalere dell'elemento muro in cui si inseriscono due accessi secondari e luci e finestre di limitate dimensioni e ritmo regolare. Il fronte est, arretrato rispetto al filo stradale della via degli Alfani e prospiciente un giardino interno, è scandito orizzontalmente dai segni continui del balcone al piano primo e dell'aggetto al piano secondo e presenta una teoria di aperture di interasse costante ma diverso ai vari piani: al piano terra superficie interamente vetrata a maglia rettangolare, al piano primo porte finestre con luci sovrastanti ed al secondo finestre, di ritmo doppio rispetto alle sottostanti. Il fronte ovest, su vicolo interno, si articola in due corpi, separati dal taglio verticale di una parete finestrata e diversi per allineamento e per soluzione di facciata (pilastri a vista e fortemente aggettanti per quello a nord, cortina muraria scandita dal ritmo costante delle finestre per quello a sud).
All'interno gli ambienti sono così distribuiti: al seminterrato ampio garage al centro, con ai lati servizi tecnici e deposito materiale librario e didattico; al piano terra servizi, distribuzione libraria - con ampia parete vetrata di affaccio sul cortile ritmata da colonne tuscaniche in pietra reperite durante le demolizioni - sale di lettura, servizi, abitazione del custode, sale di lettura d'istituto e aule; al piano primo servizi, deposito librario, sala del consiglio, segreteria e presidenza, sale di lettura d'istituto, segreterie d'istituto, aula magna; al piano secondo servizi, deposito librario, sala di lettura, sale di letture d'istituto e aule; al piano attico aule dei professori distribuite ai lati di un atrio centrale.

## Fortuna critica
Il progetto per la nuova facoltà fu sottoposto sin dagli esordi a una vivace critica, come testimonia l'ampio dossier di stampa dal 1959 al 1962; oggetto principale di tale dibattito era la scelta del progettista, funzionale e storica allo stesso tempo, di creare un muro cieco lungo il fronte stradale che da una parte garantisse, tramite l'interposizione di un giardino, il sufficiente isolamento agli spazi interni e dall'altra rappresentasse un segno di continuità con i chiostri e giardini murati presenti nell'area. La polemica giornalistica si interruppe in seguito all'edificazione e negli anni successivi non si rileva alcun contributo critico sull'oggetto.
Il complesso risulta oggi snaturato nelle due caratteristiche principali del progetto originario, ovvero alternanza di spazi chiusi ed aperti interamente fruibili dagli studenti e riduzione di pareti divisorie a vantaggio di spazi ampi e flessibili: la prima, sottolineata dal progetto mai realizzato di mettere in collegamento tramite un percorso continuo il "chiostro dei morti" con il giardino murato e il cortile interno, è fallita in fase esecutiva; la seconda, sintetizzata nei corridoi ampi e luminosi che attraversavano tutto l'edificio in profondità connotandosi al contempo, per dimensione e arredo, come percorsi distributivi e luoghi d'incontro e di studio, è stata progressivamente ridotta per creare nuovi spazi di studio o di servizio.
Benché l'edificio fosse stato progettato secondo alcuni accorgimenti estremamente moderni (si veda ad esempio la quantità di superficie riservata alle sale di lettura tutte collegate mediante montacarichi con la torre libraria), lo spazio previsto e la sua articolazione risultano oggi del tutto insufficienti per l'attuale popolazione universitaria.